# Світлини Tilt-Shift

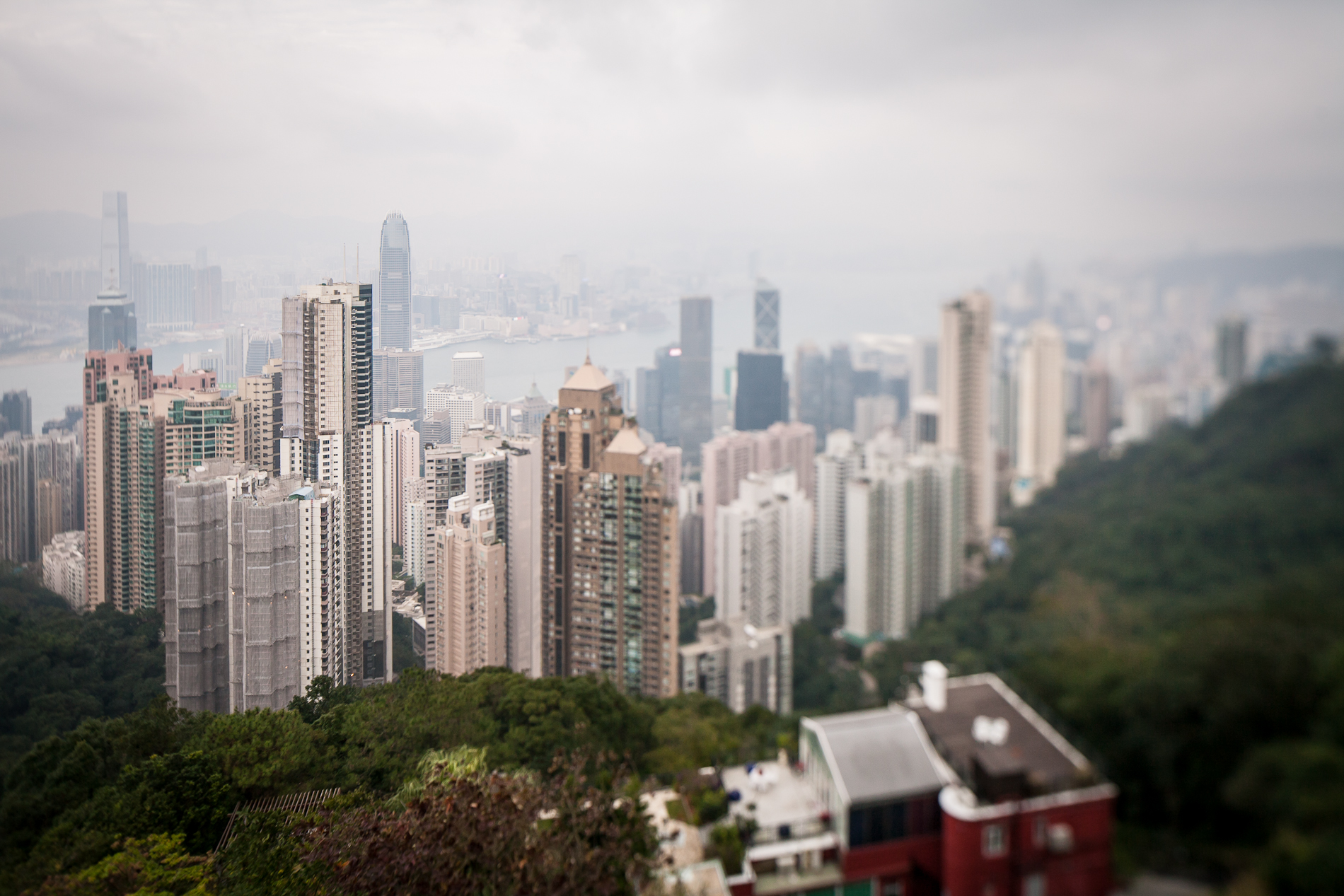
Приклад №1

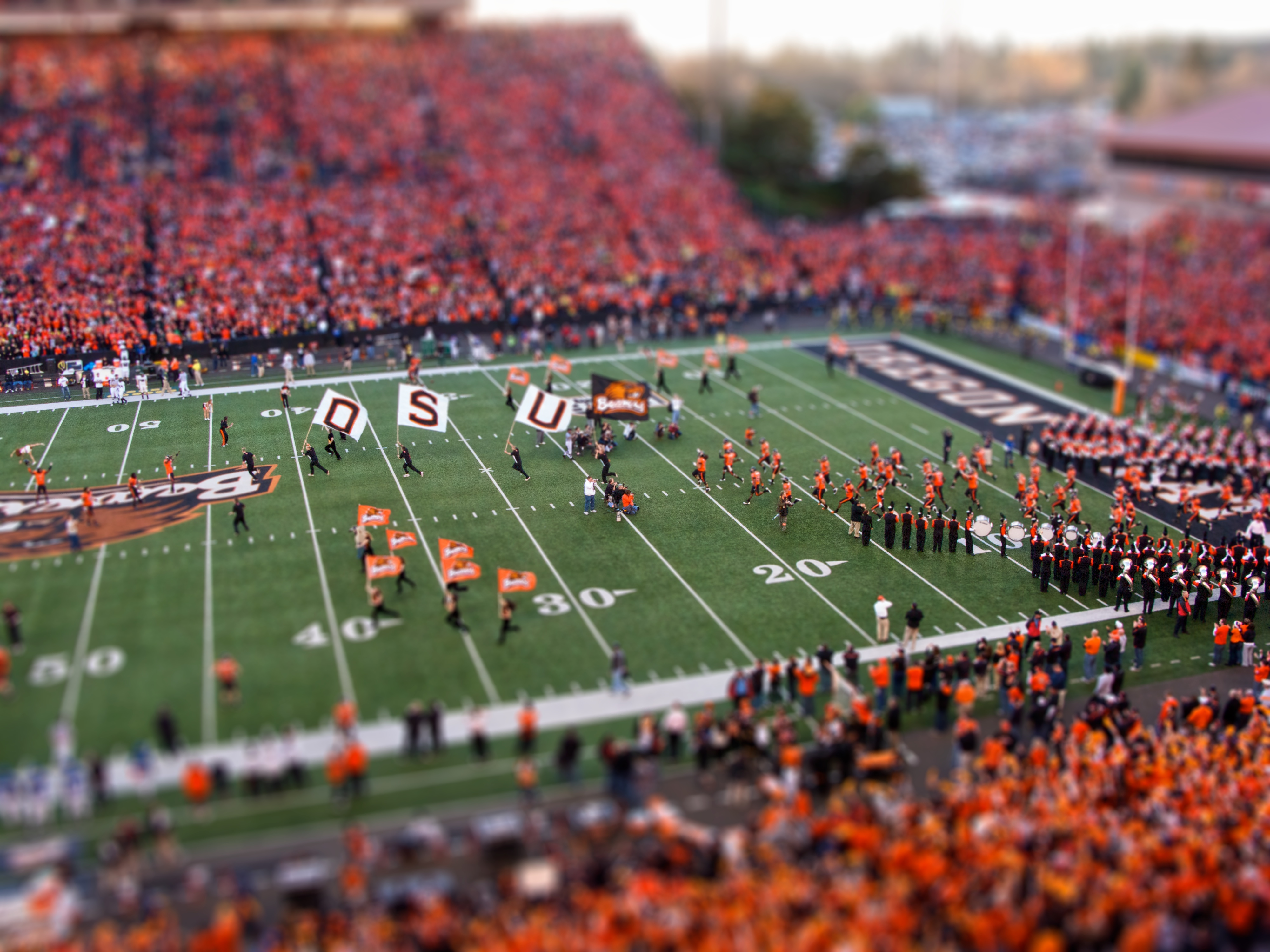
Приклад №2

Налаштування відтворення ефекту Tilt-Shift у програмі Adobe Photoshop

Налаштування відтворення Tilt-Shift за допомогою вбудованих функцій смартфону Huawei

Світлини Tilt-Shift (англ. «нахил» та «зсув») — стиль фото- та відеознімання зі спеціальним об'єктивом, який створює зображення таким чином, що всі об'єкти здаються іграшковими. На сьогоднішній день ефект «Tilt-Shift» все сильніше набирає обертів своєї популярності. Такі знімки в основному робляться з висоти, з дахів будинків, стовпів, гір або ж літальних апаратів, щоб дати можливість охопити велику площу огляду для зробленої світлини.
Лінзи Tilt-Shift фокусуються на єдиній частині світлини та розмивають навколишню область, щоб створити оптичну ілюзію мініатюрного пейзажу. Tilt-shift лінзи досить дорогі, але подібний ефект може бути досягнутий при використанні графічних редакторів або спеціальних сервісів обробки світлин в інтернеті.